# Icovellauna
Icovellauna was in de Keltische mythologie een godin die in Gallië werd vereerd. Zij had als cultusplaatsen onder andere een tempel in Metz, die oorspronkelijk op een bron werd gebouwd, een heiligdom in Malzéville, waar vijf inscripties aan haar gewijd zijn teruggevonden (CIL XIII 04294 tot 04298, inbegrepen), en in Trier (CIL XIII 03644), waar Icovellauna werd geëerd in een inscriptie in het Altbachtal tempelcomplex..
Al deze plaatsen zijn gelegen in de Moezelvallei en die van de Meurthe, beide rivieren in oostelijk Gallië, in het huidige Lorraine in Frankrijk en Rijnland-Palts in Duitsland.

## Cultusplaats in Metz
Behalve een schildering op doek, die ooit een wand versierde, zijn onder de votiefgaven aan de voet van het heiligdom in Metz lokale 'Mercuriusachtige' godenbeeldjes gevonden. De naam ervan is niet gekend en men kan ook niet nagaan of deze god op zeker moment eventueel als haar echtgenoot werd beschouwd. Wel laat een associatie met de Romeinse Mercurius als god van genezing vermoeden, dat Icovellauna een godin van het genezend water was.
Een stenen trap leidt langs de buitenmuur naar het waterbekken. Ooit zou dit de plaats zijn geweest waar offergaven werden geschonken. Bedevaarders konden er ook wat van het sacrale water nemen.

## Etymologie
In navolging van Joseph Vendryes interpreteert Miranda Green de Gallische wortel ico- als 'water' en typeert zij Icovellauna als een "watergodin" die "over het nymphaeum van Sablon in het Moezel-bassin heerste, de locatie van een warme bron". Xavier Delamarre daarentegen acht deze verklaring erg onwaarschijnlijk. Op zuiver etymologische gronden meent hij dat ico- de naam van een vogel zou kunnen zijn, mogelijk een specht.
De wortel uellauno- komt terug in veel andere Keltische namen, zoals die van de god Vellaunus, de held Cassivellaunos, later bekend in Welshe legenden als Caswallawn, en uiteraard de Catuvellauni, de Zuidoost-Britse stam, waarvan de naam ook verwant lijkt met de Catalauni, Catalaunum en Catalaunia (Catalonië).
Deze wortel (uellauno-) werd op verschillende manieren geïnterpreteerd, al is er recent een lichte voorkeur voor de interpretatie ‘hoofd, gebieder’ (vergl. Oudiers follaimnigid ‘hij beheerst, gebiedt’), met uitgang -a dus in dit geval ‘gebiedster, heerseres’ (zie Vellaunus).